# هنری تیلمن
هنری تیلمن (انگلیسی: Henry Tillman؛ زادهٔ ۱ اوت ۱۹۶۰) بوکسور اهل ایالات متحده آمریکا بود.